# Peter Rydholm
Peter Magnus Rydholm (i riksdagen kallad Rydholm i Göteborg), född den 17 januari 1853 i Långaryds socken, Jönköpings län, död den 9 januari 1927 i Göteborg, var en svensk präst och politiker.
Rydholm blev student 1874, avlade teologie examen 1878 och prästvigdes samma år. Han blev komminister i Göteborgs domkyrkoförsamling 1888, kyrkoherde i Lundby 1897, teologie hedersdoktor 1917 och kontraktsprost samma år. Rydholm var ledamot av Göteborgs stadsfullmäktige ett tiotal år och av riksdagens andra kammare 1915-1917. Han räknades som en av kyrkans främsta kyrkolagsexperter.
Rydholm gifte sig 1882 med Gerda Johanna Bergstedt (1857–1893) och 1898 med Maria Teresia Hansson (1865–1952). En dotter i första äktenskapet var gift med Edvard Strömberg.